# Basilica cattedrale di Santa Maria Assunta (Lucera)
Il duomo di Lucera, ufficialmente basilica cattedrale di Santa Maria Assunta, nel centro storico della città di Lucera, è un esempio di architettura gotico-angioina. Eretta per volere di Carlo II d'Angiò e consacrata nel 1302, è la principale chiesa della città e anche la cattedrale della diocesi di Lucera-Troia. Fu dichiarata monumento nazionale nel 1874 e santuario diocesano di Santa Maria Patrona nel 1955.

## Storia
(Giuseppe Ungaretti, 1934)
Secondo la tradizione, la diocesi di Lucera fu fondata in epoca paleocristiana dal vescovo Basso e dai suoi successori Pardo, Giovanni e Marco.
Dell'antica cattedrale, saccheggiata nel 663 ad opera del bizantino Costante II, si perdono le tracce nei secoli successivi, cadendo probabilmente in rovina nel XIII secolo quando Federico II deportò in città i saraceni della Sicilia. L'imperatore svevo nel suo testamento stabiliva che la chiesa di Lucera, diruta, dovesse essere riparata.

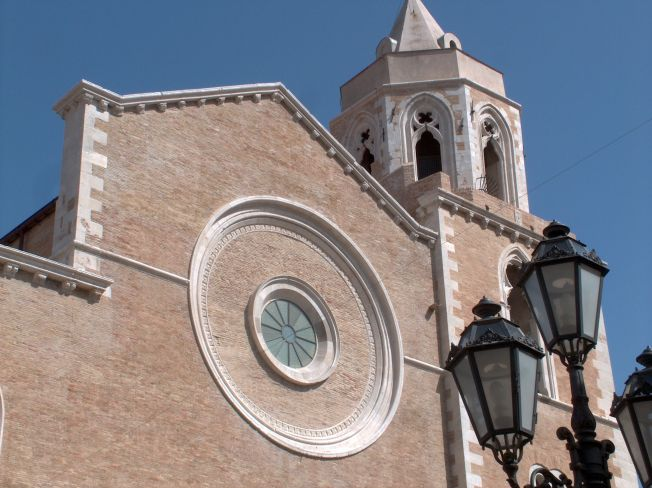
Particolare del rosone della basilica cattedrale

Quando Carlo II d'Angiò nel 1300 sterminò i saraceni, fece edificare una nuova Cattedrale, costruita, in stile gotico-angioino, forse sulla demolita moschea saracena tra il 1302 ed il 1317, ma consacrata già il 14 ottobre 1302. La sua costruzione è attribuita su base stilistica all'architetto francese Pierre d'Angicourt. La sua partecipazione al progetto è però controversa, in quanto è attestato con sicurezza soltanto il suo incarico del 1304, dove si occupò della demolizione delle case preesistenti alla cattedrale.
Nel corso del XVI-XVII secolo la cattedrale fu rinnovata secondo il gusto barocco con l'aggiunta di quattro cappelle laterali.

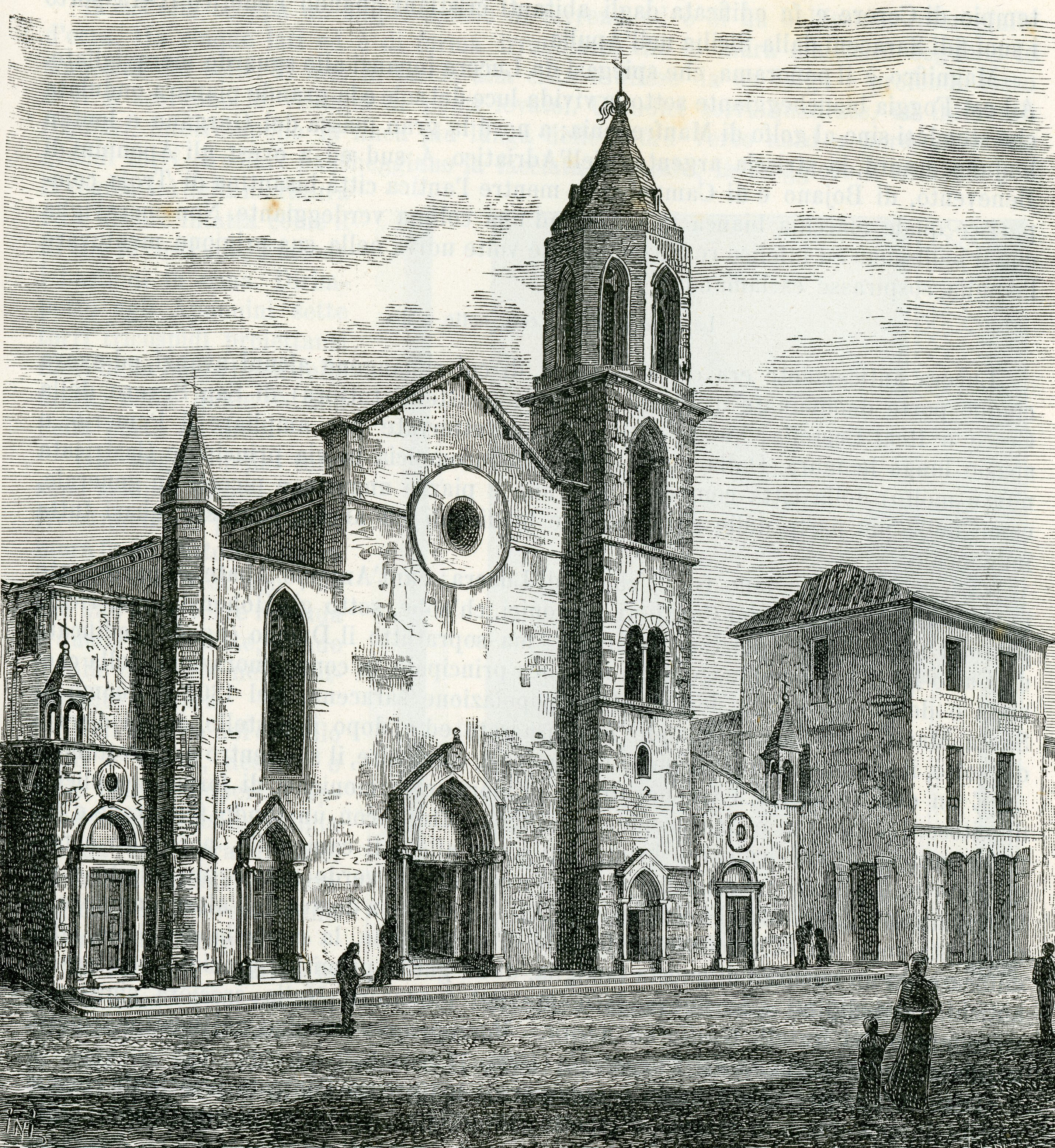
Xilografia di Canedi - Facciata del Duomo prima dei restauri voluti da Bonghi

Nel 1834 papa Gregorio XVI la dichiarò Basilica minore, e nel 1874 divenne Monumento Nazionale. Da questo momento e fino alla fine del secolo, col beneplacito di Ruggiero Bonghi, la chiesa fu oggetto di restauri, concepiti come un ripristino del romanico o del gotico, ma che in realtà portarono alla distruzione di quasi tutte le testimonianze storico-artistiche rinascimentali e barocche: i marmi che decoravano gli interni furono smantellati e venduti; le cappelle dell'Annunziata e di Santa Maria di Costantinopoli (del 1617) e le cappelle del Santissimo Sacramento (1594) e della buona morte (1603) furono abbattute così come i porticati sui fianchi della chiesa; antichi cancelli in ferro battuto vennero smontati o fusi. Si salvarono gli altari laterali del transetto, gli altarini della parte di fondo e le acquasantiere in stile rococò.
Il 25 marzo 1955 è stata dichiarata "Santuario mariano diocesano di Santa Maria Patrona", da mons. Domenico Vendola, vescovo dell'allora diocesi di Lucera.

## Descrizione

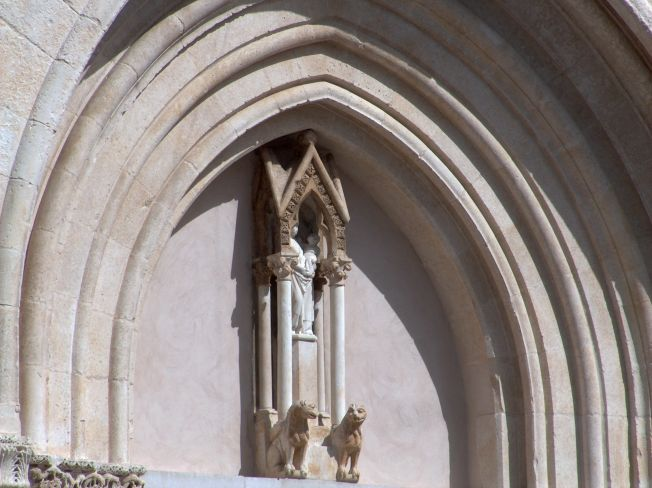
Basilica cattedrale - particolare del portale

La facciata si presenta asimmetrica. Infatti la sua parte destra è occupata da una torre campanaria quadrata alla cui cima è posta una lanterna ottagonale (XVI secolo). Nella parte sinistra è invece collocata una torre ottagonale.
Nella torre campanaria si apre uno dei tre portali d'ingresso. Quello centrale è inquadrato all'interno di un'edicola sorretta da colonne e sormontata dallo stemma degli Angioini; nella lunetta del portale è scolpita una Madonna col bambino del XIV secolo. Sopra la porta centrale è posto il rosone non particolarmente significativo, mentre sopra il portale sinistro è un'alta monofora.
L'interno della cattedrale è a tre navate suddivise da pilastri, con transetto e tre absidi di stile gotico, una per ogni navata. Il soffitto è a capriate.

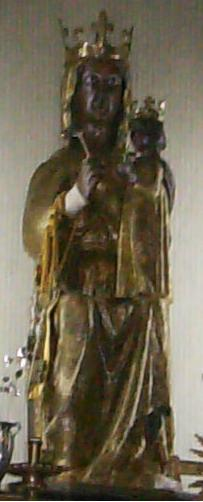
Icona di Santa Maria Patrona di Lucera

Nella navata di sinistra, nei pressi dell'ingresso, ci sono il battistero, collocato all'interno di un ciborio rinascimentale, e un tabernacolo del XV secolo, attribuito a Pietro di Martino da Milano, e usato come repositorio per oli sacri. 
Nelle navate laterali vi sono tele di Girolamo da Santacroce (Madonna della Seggiola), Ippolito Borghese (Crocifissione), Felice Brusasorzi (Ultima cena) e Francesco Solimena (San Francesco d'Assisi, attribuzione).
Addossati alla parete di fondo vi sono due piccoli altari seicenteschi, di cui uno sormontato da un dipinto del pittore napoletano Fabrizio Santafede (La Vergine Assunta con i santi Giovanni Evangelista e Nicola) e l'altro con una tela di artista anonimo (Sacra Famiglia). Nell'ultima arcata della navata di destra è il pulpito del 1560, sorretto da quattro colonne; un'iscrizione sotto il cornicione cita il gentilizio Allegranzio Scassa. 
Nel transetto abbiamo due altari laterali: quello di destra è dedicato a san Rocco ed è opera di Giovanni Raguzzino (1690); quello di sinistra, risalente al 1790, è dedicato a Santa Maria Patrona di Lucera: nella nicchia soprastante è collocata la venerata statua lignea della Vergine trecentesca. Al lato sinistro dell'altare della patrona, è collocata la tomba monumentale di Giulio e Ascanio Mozzagrugno, che presenta la scultura marmorea ad altorilievo della Vergine delle Grazie, con anime purganti, e due genietti funebri attribuiti a Pietro Bernini, mentre i due busti-ritratto dei fratelli sono attribuiti a Michelangelo Naccherino.
Di particolare rilievo artistico sono le due absidi laterali, trasformate in cappelle nel Cinquecento (delle famiglie Gagliardi a sinistra e Gallucci a destra) e restaurate sul finire dell'Ottocento, con la spoliazione di ogni arredo marmoreo. In esse si conservano cicli pittorici seicenteschi, opera di Belisario Corenzio, raffiguranti Storia della vita di Maria e Gesù e Martirio degli Apostoli e dei Protomartiri (attribuito di recente anche ad Avanzino Nucci). Nella Cappella Gagliardi sono conservati i resti del Beato Agostino Casotti, vescovo della città nel 1323, mentre nella Cappella Gallucci si possono ammirare un crocifisso ligneo del XV secolo, un gisant di scuola napoletana raffigurante un ignoto cavaliere di metà XIV secolo erroneamente identificato con Carlo II d'Angiò da una scritta laterale apposta in epoca moderna e un affresco trecentesco raffigurante un'imago pietatis.
Il presbiterio presenta nel centro un altare, formato da una lastra di pietra, trovata tra i ruderi della domus di Castel Fiorentino, luogo in cui morì Federico II di Svevia, e portata a Lucera ad inizio XV secolo dal Beato Giovanni Vici da Stroncone, assieme ad un'altra lastra minore che divenne l'altare della chiesa del Ss. Salvatore; la lastra è sorretta da sei colonnine.
L'abside è occupata, nella parte inferiore, da un coro ligneo settecentesco, e nella parte superiore da una serie di affreschi, anche questi attribuiti a Belisario Corenzio e raffiguranti la Dormizione e l'Assunzione della Vergine. Nella volta del presbiterio, in quattro medaglioni, sono dipinte le effigi dei quattro santi vescovi Basso, Pardo, Marco d'Eca e Agostino Casotti.

## Il gisant e l'atto rituale

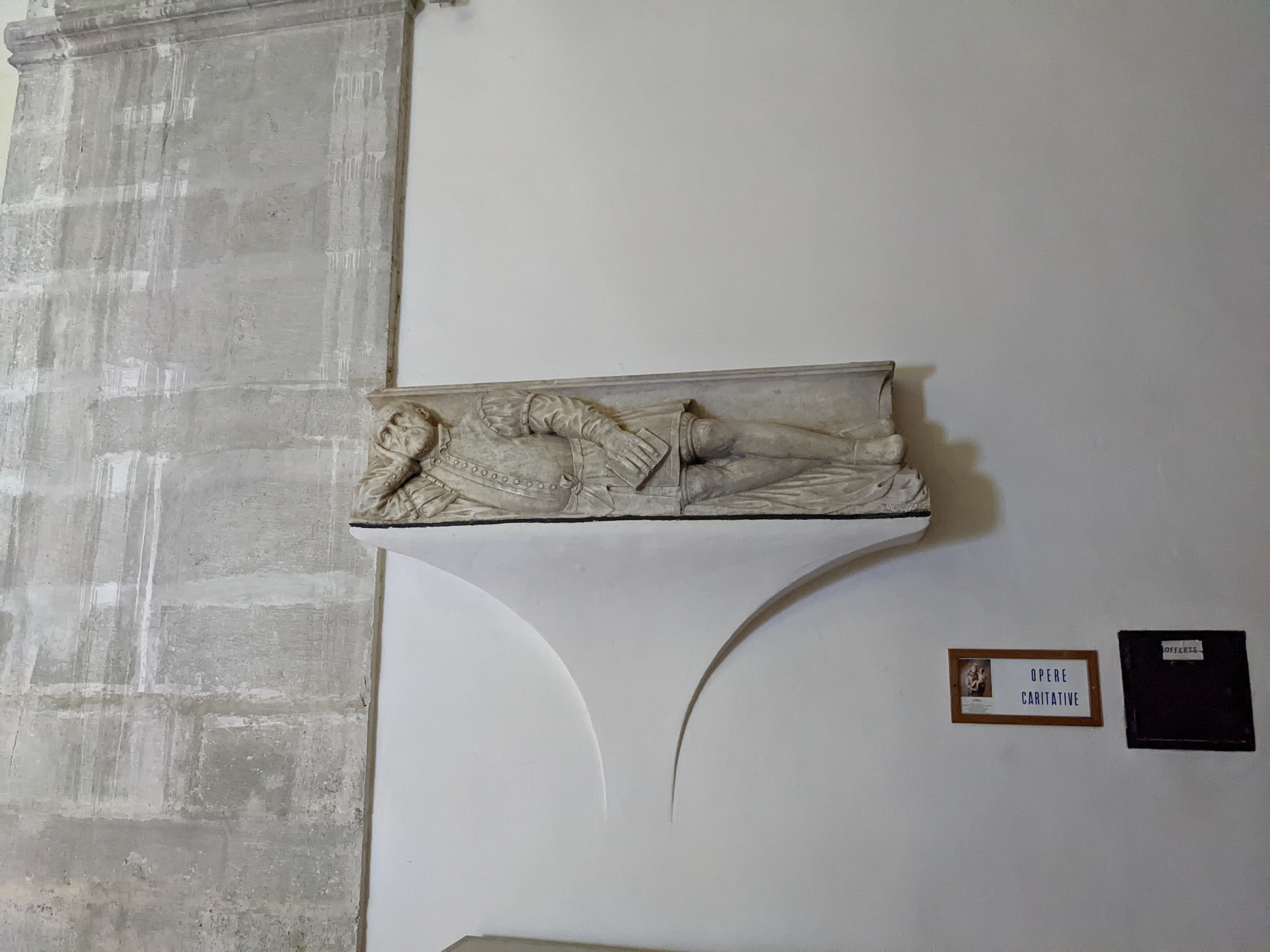
Il gisant rinascimentale

Nella Cattedrale di Lucera, nella navata destra, al di sotto della torre campanaria, si conserva un gisant rinascimentale in marmo, rappresentante un uomo con barba riccioluta sdraiato in atteggiamento di riposo, che alcuni hanno voluto riconoscere erroneamente in Pier della Vigna, ma di cui si ignora la reale identità. Fino agli '30 del Novecento la scultura era posta a terra e i fedeli, entrando in chiesa, la colpivano con calci e sputi, fino a quando fu sopraelevata per interrompere tale usanza. L'atto rituale viene raccontato anche da Giuseppe Ungaretti, il quale visitò la città nel periodo in cui il gisant fu sopraelevato. Originalmente, la scultura doveva essere parte di una sepoltura, smembrata e collocata in un tempo imprecisato a pochi passi dall'ingresso laterale della basilica.